# Ondangwa
Ondangwa – miasto w północnej Namibii, w regionie Oshana, położone ok. 60 km na południe od granicy angolsko-namibijskiej. W 2010 roku miasto liczyło 9302 mieszkańców.
W mieście znajduje się port lotniczy Ondangwa.